# Oroniscus pavani
Oroniscus pavani là một loài chân đều trong họ Oniscidae. Loài này được Arcangeli miêu tả khoa học năm 1939.